# Mariahaldenbach
Der Mariahaldenbach ist ein rund 3,8 km langer Bach im Kanton Aargau und ein Quellbach des Sinserbachs, der bei Sins in die Reuss einmündet.

## Verlauf
Der Bach entspringt am östlichen Abhang des Lindenbergs an der Kantonsgrenze zwischen dem Aargau und dem Kanton Luzern, unterhalb des Weilers Oberillau. Zur nahen Umgebung der Quelle gehört auch eine kleine Fläche auf dem Gebiet der Luzerner Gemeinde Hohenrain.
Der Bachlauf folgt dem nördlichen Waldrand des Büelwalds im Mariahaldetobel. Im Bergwald nimmt er kurze Nebenbäche auf und fliesst dann an der Chrüzweid und nahe am Hofgut Mariahalden vorbei, das seit dem Mittelalter eine Domäne des Klosters Muri war. Bis an dieser Stelle bildet er die Gemeindegrenze zwischen Beinwil im Norden und Auw im Süden. Von Mariahalden bis zum Grosskellerhof liegt der Bach in einer schmalen, von einem Waldstreifen begleiteten Geländerinne. Im letzten Abschnitt durchquert das Bachtälchen heute offenes Landwirtschaftsgebiet bis zur Ortschaft Auw, wo er die Brücke der Strasse nach Alikon passiert und sich mit dem von Süden kommenden Fuchshaldebach zum Auwer Dorfbach oder Bergbach vereinigt, der seinerseits nach einem etwa 2,5 Kilometer langen Lauf unterhalb des ehemaligen Städtchens Meienberg auf den ebenfalls vom Lindenberg nach Osten herabfliessenden Alikerbach trifft und mit diesem zusammen den Sinserbach bildet.
Unter dem Zusammenfluss des Mariahaldenbachs und des Fuchshaldebachs entstand im Mittelalter das Dorf Auw, dessen Ortsname sich wohl auf diese Gewässer bezieht. Ihr Wasser wurde früher in Auw als Energiequelle für eine Sägerei und die ehemalige Alte Mühle von Auw, deren 1766 errichtetes Hauptgebäude heute als Kulturgut von nationaler Bedeutung eingestuft ist, genutzt. Manchmal verursachten die Bergbäche nach starken Unwettern über dem Lindenberg mit Hochwassern und Geschiebefrachten grosse Zerstörungen im Dorf, so wie letztmals am 20. September 1963. Die Verheerungen in Auw fanden in Medienmitteilungen der ganzen Schweiz Niederschlag.
Wenig nördlich vom Mariahaldetobel liegt das Quellgebiet des Sembachs.